# Andreas Weise
Andreas Weise (* 10. Juli 1957 in Dresden) ist ein deutscher Architekt, Denkmalpfleger und Stadtplaner.

## Leben und Wirken
Weise studierte von 1979 bis 1984 Architektur an der Technischen Universität Dresden und schloss das Studium mit dem akademischen Grad Diplom-Ingenieur ab. Für ihn waren die Professoren Karlheinz Georgi und Manfred Wagner die prägenden Lehrer. Von 1984 bis 1988 arbeitete er als wissenschaftlich-technischer Assistent an der Universität bei Karlheinz Georgi und Eckhard Bendin im Lehrbereich „Künstlerische Grundlagen und freies Zeichnen“.
Von 1988 bis 1990 arbeitet Weise als Architekt und Designer im Kollegium Bildender Künstler Schloss Batzdorf. Er gründete 1990 gemeinsam mit Ingrid Weise-Rickenstorf sein erstes eigenes Architekturbüro Weise & Partner und wurde 1991 Mitglied der Architektenkammer Sachsen.
Von 1990 bis 2000 wirkte Andreas Weise in Dresden bei der denkmalpflegerischen Sanierung und Wiederherstellung der Inneren Neustadt als von der Stadt Dresden beauftragter Architekt und Stadtplaner. Die öffentlich geführte Auseinandersetzung über den Umgang mit dem städtebaulichen Gesamtkunstwerk Dresden begann für Andreas Weise im Juli 1990 anlässlich des west-östlichen „Architektenworkshops Dresden“. Ausgangspunkt der städtebaulichen Rekonstruktion und der Wiedergewinnung der Inneren Neustadt waren die vorbereitenden Untersuchungen (1992) zur Stadterneuerung als mögliches Sanierungsgebiet und die Ausarbeitungen der Erhaltungs- und Gestaltungssatzung „Innere Neustadt“ (1993). Im Barockviertel Königstraße in der Neustadt war Andreas Weise gesamtverantwortlich tätig, unter anderem beim Bau des ZDF-Landesstudios Sachsen (Königstraße 5a, 1994), beim Umbau des Hauses Königstraße 15 zum Kulturrat- und Bürgerhaus (1994), dem Ersatzneubau Passage Königstraße 8 / Rähnitzgasse 23 (1997) und dem Hotelneubau Bülow Palais Königstraße 14 (2010).
Von 1992 bis 2010 führte er mit Architekt Kelf Treuner die Architektengemeinschaft Weise & Treuner in der Rechtsform einer GbR mit angestellten Architekten an vier verschiedenen Bürostandorten der Inneren Neustadt. In dieser Zeit wurden die städtebaulichen Wettbewerbsbeiträge „Postplatz Dresden“, „Regierungsviertel Carolaplatz Innere Neustadt“ und „Atelier Neumarkt 2000“ vorgestellt. Andreas Weise erarbeitete den Dresdner Denkmalpflegeplan „Elbhänge und Elbauen“ (1995) als Vorarbeit für die UNESCO-Weltkulturerbe-Bewerbung der Stadt Dresden und weitere Fachpläne und Gutachten zur städtebaulichen Denkmalpflege von Dresdner Stadtteilen wie der Friedrichstadt und der Albertstadt.
Am Dresdner Elbhang baute er zwischen 1991 und 2014 zahlreiche neue Künstler-Wohnhäuser nach eigenen Entwürfen und leitete deren Ausführung. Von 2004 bis 2010 war er gemeinsam mit Kelf Treuner mit der Sanierungskonzeption des Lingnerschlosses befasst. 2005 erfolgte die Sanierung der Türme und ausgewählter Innenräume von Schloss Albrechtsberg.
Beim Ergänzungsstudium „Denkmalpflege und Bestandsentwicklung“ der Technischen Universität Dresden und der Denkmalakademie der Deutschen Stiftung Denkmalschutz wirkte Andreas Weise als Dozent mit.
Seit 2011 arbeitet Andreas Weise als freier Architekt und Bildhauer an Bauprojekten mit überwiegend künstlerischen Aufgabenstellungen. Er wurde 1992 in den Bund Deutscher Architekten (BDA) berufen, den er 2012 aus freier Entscheidung verließ. Andreas Weise wohnt und arbeitet seit 2000 in Dresden-Hosterwitz.

## Bauten
- 1990–1991: Evangelisch-Lutherische Versöhnungskirche Zwickau-Neuplanitz (Holzkirche und Holz-Glockenturm)
- 1991: Wohnhaus an der Sonnenlehne in Dresden-Pappritz
- 1992–1994: Umbau des Technischen Museums Königstraße 15 zum Kultur-Rathaus der Stadt Dresden
- 1993–1995: Mittelschule in Mücka (Oberlausitz)
- 1995: Zwei-Giebel-Fachwerkhaus in Dresden-Loschwitz, Friedrich-Wieck-Straße für Peter Makolies[5]
- 1996: Wohnhaus in Reichenberg bei Dresden, Käthe-Kollwitz-Straße
- 1996: Wohnhaus in Radebeul, Winzerstraße
- 1997: Fachwerk-Wohnhaus in Dresden-Wachwitz, Ohlsche
- 1997: Passage Königstraße 8 in Dresden, Innere Neustadt
- 1998: Orgelprospekt in der Hoffnungskirche in Magdeburg-Olvenstedt
- 1998: Mehrfamilienwohnhaus in Dresden-Blasewitz, Nicodéstraße
- 1999: eigenes Wohnhaus in Dresden-Hosterwitz, Hohe Leite
- 2001: Kinder-Wohnheim in Bonnewitz bei Pirna
- 2002: Wohn- und Geschäftshaus Lange Straße 11 in Pirna
- 2005: Wohnhäuser am Veilchenweg in Dresden-Loschwitz
- 2006: Wohnhaus in Pirna-Mockethal, Wehlener Straße 5
- 2008: Weingutskeller Zimmerling in Dresden-Pillnitz, Bergweg
- 2010: Hotel Bülow Palais in Dresden, Königstraße 14
- 2012: Wohnhaus in Niederlungwitz, Bergstraße
- 2013: Wohnhaus in Dresden-Wachwitz, Pressgasse
- 2014: Gartenpavillon in Dresden-Blasewitz, Wägnerstraße
- 2017: Weingut Dr. Loosen in Bernkastel-Kues

Denkmalpflege-Sanierungsprojekte / Rekonstruktionen
- 1992–1994: Lippertsches Haus (als ZDF-Landesstudio Sachsen) in Dresden, Innere Neustadt, Königstraße 5a
- 1992–1994: Ballsaal des ehemaligen Neustädter Casinos in Dresden, Königstraße 15
- 1993: Grützner-Villa in Dresden-Neustadt, Bautzner Straße 17
- 1997: Rähnitzgasse 23 (Passage Königstraße 8) in Dresden, Innere Neustadt
- 1997: Rekonstruktion des Straßenprofils der Königstraße in Dresden mit Alleebäumen
- 1998: Canalettohaus in Pirna, Am Markt 7 (spätgotisch)
- 1999: Renaissance-Bürgerhaus Neißstraße 18 in Görlitz
- 2001: Renaissance-Patrizierhaus Lange Straße 43 in Pirna
- 2003: Renaissance-Bürgerhaus Lange Straße 38a in Pirna
- 2004: Lingnerschloss in Dresden
- 2005: Schloss Albrechtsberg in Dresden
- 2008: Wohnhaus Baumeister Mutze in Dresden, Kaitzer Straße
- 2009: Wohnhaus in Dresden-Pillnitz, Orangeriestraße
- 2014: Villa in Dresden-Klotzsche, Darwinstraße
- 2015: Villa Plantagengut in Dresden-Wachwitz, Pillnitzer Landstraße